# Verbond van Wetenschappelijke Onderzoekers
Het Verbond van Wetenschappelijke onderzoekers (VWO) is een Nederlandse vereniging van geëngageerde wetenschappers die vanaf de Tweede Wereldoorlog onder wisselende namen heeft bestaan. Ze stond aan de wieg van talloze initiatieven, zoals milieugroepen, energiegroepen, kritische nota's over genetische manipulatie, privacywetgeving, bewapening, natuurbescherming en wetenschapsbeleid en aan de universiteiten bijvoorbeeld de wetenschapswinkels.

## Ontstaan
Een belangrijke reden voor het ontstaan van het Verbond van Wetenschappelijke Onderzoekers (VWO) was de zorg over de atoombewapening en de rol die wetenschappers daarbij speelden. Niet voor niets ontstond het verbond vlak na de Tweede Wereldoorlog (1946). In de eerste nummers van het blad 'Wetenschap & Samenleving' van de vereniging werd hieraan dan ook veel aandacht besteed. Naast het bevorderen van (fundamentele) wetenschapsbeoefening werd een van de doelen de vormgeving van een rationeel wetenschapsbeleid waaraan door velen werd bijgedragen. Via nota's en studiedagen en door deelname aan overlegorganen werd geprobeerd deze doelen te bereiken.
Van 1971 tot 1973 was Ger Harmsen voorzitter van het VWO. Hij volgde Jan de Wilde op, en werd zelf opgevolgd door Peter Boskma.

## Fusie BWA
In de jaren zestig ontstond vanuit de meer politiek georiënteerde beweging aan de universiteiten zoals de studentenbeweging een aan het VWO verwante organisatie, de Bond van Wetenschappelijke Arbeiders (BWA, 1969).
In de loop van de jaren verdwenen de verschillen en werd besloten tot een fusie tot de Vereniging voor Wetenschappelijke Werkers (1980).
De fusie kon niet voorkomen dat de organisatie niet meer het elan had van de jaren veertig en zeventig. Ironisch genoeg was een van de oorzaken hiervan dat verscheidene idealen bereikt waren. Er werd meer genuanceerd gedacht over wetenschap en technologie, er waren instellingen die risico's van wetenschap en technologie in kaart brachten (zoals het Rathenau Instituut), er waren organisaties ontstaan die misbruik van wetenschap probeerden te voorkomen zoals de vredesbeweging, milieubeweging en antikernenergiebeweging, er was wetenschapsbeleid, er waren wetenschapswinkels, op de middelbare scholen bestond het vak Algemene Natuurwetenschap, en aan alle universiteiten werden vakken als wetenschapsfilosofie of Wetenschap & Samenleving gegeven, allemaal idealen van VWO en BWA.

## Einde
Na pogingen om via een naamsverandering van de vereniging (Vereniging voor Wetenschap & Samenleving) en van het blad (eerst Zeno, later Tijdschrift voor Wetenschap, Technologie & Samenleving) het elan te herwinnen, begon de vereniging een kwijnend bestaan te leiden. Het tijdschrift kwam in 2002 voor het laatst uit. Het Jaarboek KennisSamenleving verscheen in 2005 als opvolger, maar niet meer onder de verantwoordelijkheid van de vereniging.